# Варшавиці
Варшавиці (пол. Warszawice) — село в Польщі, у гміні Собене-Єзьори Отвоцького повіту Мазовецького воєводства.
Населення — 350 осіб (2011).
У 1975-1998 роках село належало до Седлецького воєводства.

## Демографія
Демографічна структура станом на 31 березня 2011 року:
|          | Загалом | Допрацездатний вік | Працездатний вік | Постпрацездатний вік |
| -------- | ------- | ------------------ | ---------------- | -------------------- |
| Чоловіки | 180     | 38                 | 120              | 22                   |
| Жінки    | 170     | 30                 | 92               | 48                   |
| Разом    | 350     | 68                 | 212              | 70                   |